# Cormorão-das-galápagos
O cormorão-das-galápagos (Nannopterum harrisi) é uma ave suliforme, da família Phalacrocoracidae. A espécie é nativa das Galápagos e é o único cormorão que não voa. Esta peculiaridade justificou a classificação do cormorão-das-galápagos em género próprio por duas vezes (Nannopterum, Compsohalieus) — no passado estava no género Phalacrocorax. O cormorão-das-galápagos tem uma distribuição geográfica bastante reduzida, podendo ser encontrado em apenas duas ilhas do arquipélago das Galápagos: Isabela e Fernandina. Em 1999 a população era de 900 indivíduos.

## Descrição

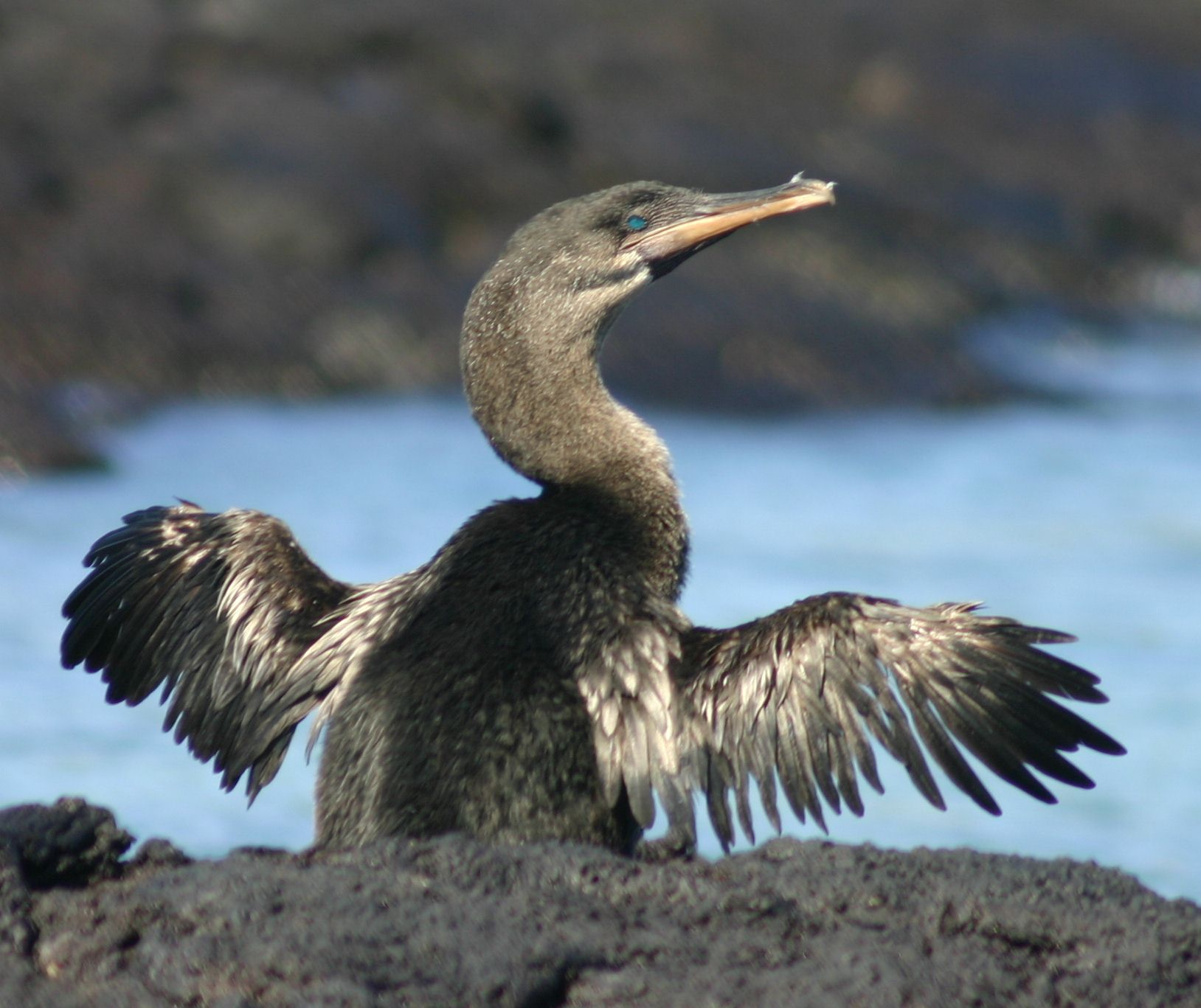

Com 89–100 cm de comprimento e 2,5–4 kg de peso, o cormorão-das-galápagos é o maior cormorão existente hoje em dia. O seu peso relativamente elevado para uma ave do seu tamanho é possível apenas porque esta espécie não voa. As asas são bastante reduzidas, cerca de um terço do equivalente nos outros cormorões, e adaptadas para a natação. A quilha é reduzida e os músculos de voo estão atrofiados. A plumagem do cormorão-das-galápagos é de cor preta, com a zona ventral acastanhana. O bico é também negro e os olhos são verdes-turquesa. A espécie não apresenta dimorfismo sexual significativo, as fêmeas são apenas menores, e os juvenis distinguem-se pela plumagem mais brilhante.
O cormorão-das-galápagos procura alimento no mar e como tal é um excelente nadador. Como todos os outros pelecaniformes, as suas patas são totipalmadas e os dedos são unidos por uma membrana interdigital que ajuda à propulsão sub-aquática. A alimentação é baseada em peixes, enguias e cefalópodes. O cormorão-das-galápagos é um predador altamente especializado, alimentando-se apenas junto do fundo e nunca a mais de 100 m da costa. Em terra, tende a permanecer junto da linha de costa e só raramente é encontrado longe das praias e baías que habita.
A época de reprodução decorre entre Junho e Outubro, no pico de produtividade oceânica que garante uma boa fonte de alimentação para os juvenis. Os cormorões-das-galápagos organizam-se em pequenas colónias de cerca de 12 pares monogâmicos. O começo da época de acasalamento é marcado por um complicado ritual que se inicia com macho e fêmea nadando em conjunto. O ninho, pouco sofisticado, é construído pouco acima da linha de maré, com algas marinhas. Ao longo de toda a época de reprodução, o macho decora o ninho com pequenas prendas para a parceira que incluem conchas e pedras lisas e, em tempos mais recentes, latas de bebidas e tampas de garrafas. A fêmea põe em média três ovos por estação, mas é rara a sobrevivência de mais de uma cria. Macho e fêmea partilham as tarefas de incubação e cuidados parentais até os juvenis se tornarem independentes. Se, num ano, as fontes de alimento são abundantes, a fêmea abandona os juvenis aos cuidados do macho e procura novo parceiro para iniciar nova postura.
As Galápagos constituem um habitat insular livre de predadores, com condições ecológicas únicas que permitiram o desenvolvimento de uma fauna peculiar. Charles Darwin, que visitou as ilhas durante a sua viagem a bordo do HMS Beagle, ficou impressionado com a biodiversidade do arquipélago, que inspirou a sua teoria da evolução. O cormorão-das-galápagos evoluiu neste ambiente livre de predadores e com o passar do tempo perdeu a capacidade de voar. A sua população nunca foi muito elevada, devido à sua distribuição geográfica restrita, mas manteve-se em equilíbrio até à colonização do arquipélago pelo Homem. Com os colonos, chegaram espécies invasoras como ratos, porcos e gatos que atacavam ninhos e juvenis. A sobrevivência do cormorão-das-galápagos ficou em risco, mas o estabelecimento de uma reserva natural em 1979 permitiu a tomada de medidas para limitar as ameaças. A população de cormorões-das-galápagos permanece estável mas continua vulnerável.